# Parafia Narodzenia Najświętszej Maryi Panny w Chełmcach
Parafia Narodzenia Najświętszej Maryi Panny w Chełmcach – parafia rzymskokatolicka, znajdująca się w diecezji kaliskiej, w dekanacie Opatówek. Budynek kościoła leży na najwyższym w powiecie kaliskim Wzgórzu Chełmskim (Wzgórzy Kościelnym) o wysokości 185 m n.p.m.